# Saar-Union Versicherung
Die Saar-Union Versicherung war eine deutsche Versicherungsgruppe mit Sitz in Saarbrücken. Das Unternehmen gehörte mehrheitlich zur französischen Versicherungsgruppe Union des assurances de Paris (UAP) und firmierte daher zeitweise als UAP International. Nach weiteren Übernahmen ging der Versicherer nach 2000 sukzessive im Gerling-Konzern auf. Zuletzt war er unter dem Namen Gerling G & A Versicherung tätig, ehe er vor der Übernahme durch die Talanx in die Gerling Allgemeine verschmolzen wurde.

## Geschichte und Hintergrund
Die Saar-Union wurde in den 1950er Jahren zur Zeit der Selbständigkeit des Saarlands mit überwiegend französischem Kapital als Regionalversicherer gegründet. Neben der auf das Kompositversicherungsgeschäft fokussierten Saar-Union Allgemeine Versicherung entstand auch die Saar-Union Lebensversicherung als Tochtergesellschaft für das Lebensversicherungsgeschäft. Nach dem Anschluss des Saarlands an die Bundesrepublik Deutschland expandierte das Unternehmen auch außerhalb des Saarlands.
Der französische Versicherer Union des assurances de Paris hielt die Mehrheit am Unternehmen, das 1985 110,4 Mio. D-Mark Beitragseinnahmen (heute ca. 120,3 Mio. EUR) erwirtschaftete. Diese wurde 1986 auf 90 % aufgestockt (die bisherige Sperrminorität des HDI Haftpflichtverband der Deutschen Industrie wurde auf 10 % reduziert) und in diesem Zusammenhang das bisherige Geschäft der UAP Deutschland in den saarländischen Versicherer integriert. Roland de Bonneville übernahm dabei den Aufsichtsratsvorsitz vom aus Altersgründen ausscheidenden Hans Faber. 1987 wurde die Gesellschaft in UAP International Zweigniederlassung der Saar-Union bzw. die Lebensversicherungstochter in UAP International Lebensversicherung umbenannt. Unter dem neuen Namen verlief das Geschäft erfolgreich, 1987 konnten die Beitragseinnahmen gegenüber dem Vorjahr um 8,4 % erhöht werden und erreichten damit 156,5 Mio. D-Mark (heute ca. 170,3 Mio. EUR).
Beim Konkurs der Saarstahl 1993 rückte die UAP International Lebensversicherung in den Fokus, da der Stahlkonzern bei seiner Gründung in den 1970er Jahren Lebensversicherungen für seine Arbeiter beim Unternehmen abgeschlossen, diese jedoch großteils beliehen hatte. Dadurch kündigte der Versicherer an, nur 6 % der Versicherungssumme auszahlen zu wollen. Später wurde der Betrag sogar auf 1 % gekürzt, dafür sollte der Pensions-Sicherungs-Verein in Anspruch genommen werden, zumindest weitere 80 % zu übernehmen.
Anfang 1996 kündigte die französische UAP-Mutter an, die 1993 die Colonia übernommen hatte, sich von ihrer saarländischen Tochter trennen zu wollen. Im Mai wurde das schottische Unternehmen General Accident als Käufer bekannt. Im Herbst des folgenden Jahres wurde der Streit um die Saarstahl-Verträge endgültig beigelegt. Zwischenzeitlich in General Accident Versicherung umbenannt erwarb 2000 Gerling das Unternehmen von der nun zu CGNU gehörenden General Accident. 2005 wurde sie in die Gerling Allgemeine integriert.